# Less Nándor
Less Nándor (Miskolc, 1963. január 6. – Budapest, 1993. február 11.) geográfus, botanikus, tájfutó.

## Élete
A Kossuth Lajos Tudományegyetem biológia-földrajz szakos egyetemistájaként első díjat nyert az Országos Tudományos Diákköri Konferencián. 29 évesen kandidátusi címet szerzett a Délkeleti-Bükk vegetációja és xeroterm erdőtársulások fitocönológiája című dolgozatával. A Bükki Nemzeti Park 550  km²-es területéből 400  km²-t egyedül és 20  km²-t másokkal dolgozott fel. 1994-re tervezte a BNP teljes, 1:10000 léptékű vegetációtérképezését, de ezt már nem érhette meg. Harmincadik születésnapját 1993. január 6-án Ugandában a Rwenzori-hegység 5109 m magas Margherita-csúcsán töltötte. Január 30-án érkezett haza. Malária-fertőzését influenzának diagnosztizálták. Február 11-én meghalt.

## Művei

Sírja a miskolci Szent Anna temetőben

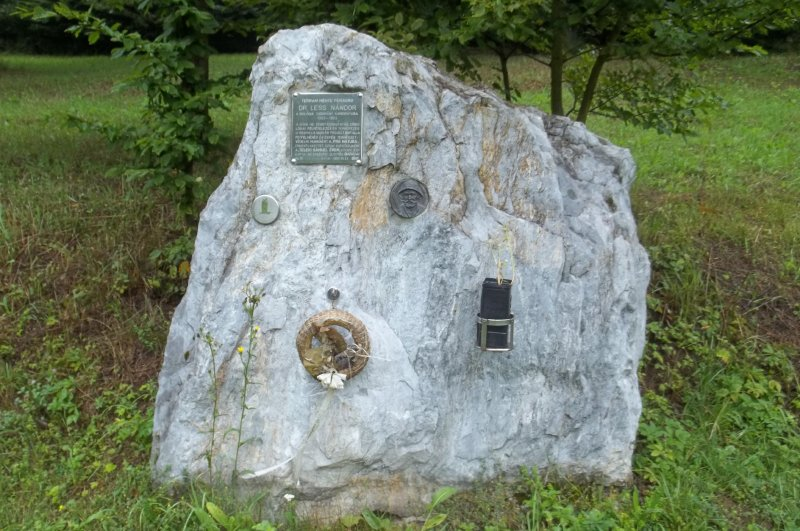
A Less Nándor emlékkő

- Útjairól számos cikket publikált a Föld és Ég, a Természetbúvár, az Élet és Tudomány, az Egyetemi akták és egyéb ismeretterjesztő és tudományos lapok hasábjain.
- A Jülong-hegység látnivalói a Lonely Planet könyvkiadó részére.

## Expedíciói
- 1984: Törökország, Ararát-hegy
- 1985: Gyergyói-havasok, Capatina-hegység[2]
- 1986: Kína
- 1987: Kína, Tibeti-fennsík
- 1988: Törökország, Toros és Pontuszi-hegység
- 1989: Kína, Bogda Shan, Takla-Makán sivatag, Görögország, Píndosz
- 1990: Délkelet-Ázsia, Vietnám, Thaiföld, Malajzia, Szumátra, Laosz
- 1991: India, Himalája
- 1992: Törökország, egyetemistákkal a Kackar Dagi megmászása
- 1993: Uganda, 1993. január 6-án az 5109 m-es csúcs megmászásával ünnepelte 30. születésnapját.

## Sporteredményei
A DVTK aranyjelvényes tájfutója volt. 1979-ben ifiben OCSB-n 5., serdülőben az OVB-n 1 lett. 1980-ban az éjszakai ob 3. helyezettje. 1981-ben az ifi váltó ob 2. helyet elért csapat tagja volt.

## Díjai
- Pro Natura emlékplakett (1993, posztumusz) - a természetvédelem érdekében kifejtett kiemelkedő tevékenységéért.
- Teleki Sámuel Emlékérem - ázsiai kutatóútjaiért.

## Emlékezete

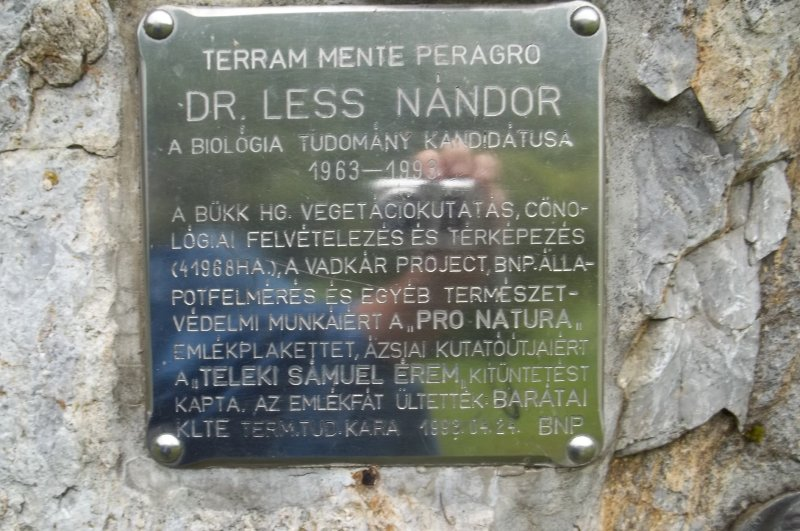
Less Nándor emléktáblája a Less Nándor emlékkövön

- Emlékkő az Oszla-őrháznál.
- Less Nándor Földrajzverseny[3]
- Less Nándor Emléktúra